# William Kamkwamba
William Kamkwamba (Kasungu; 5 de agosto de 1987) es un innovador, ingeniero y autor malauí. Ganó fama en su país cuando, en 2002, construyó un aerogenerador para alimentar algunos aparatos eléctricos en la casa de su familia en Wimbe (32 km al este de Kasungu) usando madera de eucalipto, piezas de bicicleta y materiales recolectados en un vertedero local. Desde entonces, ha construido una bomba de agua que funciona con energía eólica  que suministra agua potable a su pueblo y otras dos turbinas eólicas (la más alta de 11,8 m) y planea dos más, incluida una en Lilongüe, la capital política de Malaui.

## Biografía
William nació en una familia de pobreza relativa y se basó principalmente en la agricultura para sobrevivir. De acuerdo con su biografía, El niño que domó el viento, su padre había sido un hombre duro que cambió después de convertirse en cristiano. Una hambruna paralizante obligó a Kamkwamba a abandonar la escuela, y no pudo regresar porque su familia no podía pagar la cuota de la matrícula. En un intento desesperado por conservar su educación, comenzó a visitar con frecuencia la biblioteca de la escuela. Fue allí donde Kamkwamba descubrió su verdadero amor por la electrónica. Él había establecido un pequeño negocio para reparar las radios de su aldea, pero con ese trabajo no había ganado mucho dinero.
Kamkwamba, después de leer un libro llamado "Using Energy", decidió crear un aerogenerador improvisado. Experimentó con un modelo pequeño usando un dínamo barato y finalmente hizo una turbina eólica que funcionaba además de alimentar algunos aparatos eléctricos en la casa de su familia. Los agricultores y periodistas locales fueron a reportar el dispositivo giratorio y la fama de Kamkwamba en las noticias internacionales se disparó. Un blog sobre sus logros fue escrito en Hacktivate y Kamkwamba participó en el primer evento que celebra su particular tipo de ingenio llamado Maker Faire Africa, en Ghana en agosto del 2009.

## Fama internacional

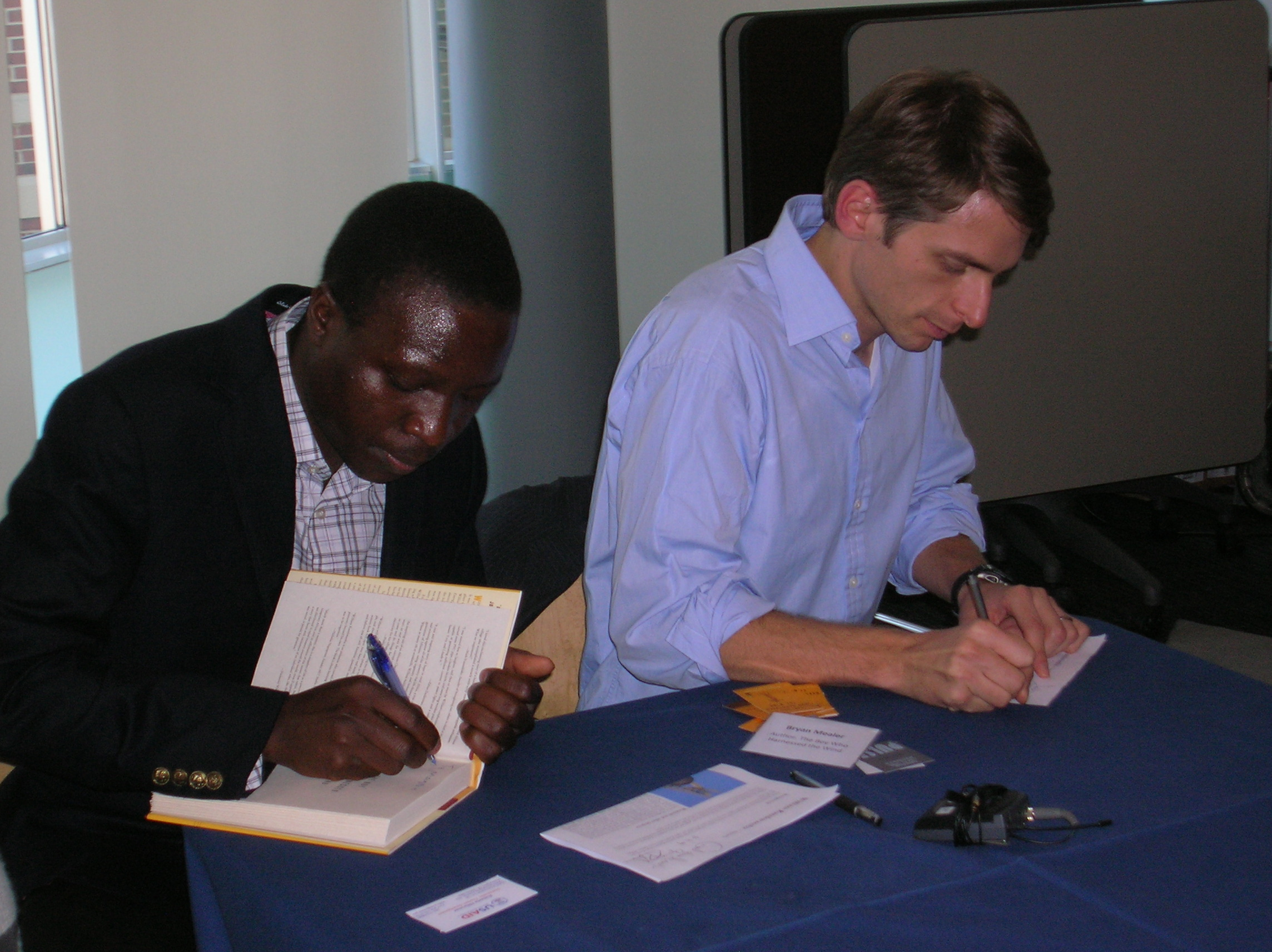
Una fotografía de William Kamkwamba y Bryan Mealer en una sesión de firma de libros de El niño que domó el viento en la Universidad de Georgetown.

Cuando The Daily Times en Blantyre, la capital comercial de Malaui, escribió una historia sobre el aerogenerador de Kamkwamba en noviembre del 2006, la historia circuló a través de la blogosfera, y la directora de la conferencia de TED, Emeka Okafor, invitó a Kamkwamba para hablar en TEDGlobal 2007 en Arusha, Tanzania como invitado. Su discurso conmovió a la audiencia, y varios capitalistas de riesgo en la conferencia se comprometieron a ayudar a financiar su educación secundaria. Su historia fue cubierta por Sarah Childress del periódico The Wall Street Journal. Se convirtió en un estudiante en la Academia Cristiana del Colegio Bíblico Africano en Lilongüe. Luego pasó a recibir una beca para la Academia de Liderazgo Africano y en 2014 se graduó de Dartmouth College en Hanover, Nuevo Hampshire.
Entre otras apariciones, Kamkwamba fue entrevistado en The Daily Show el 7 de octubre de 2009 (durante el cual fue comparado humorísticamente con el héroe ficticio Angus MacGyver por su impresionante ingenio científico). Además, fue invitado y asistió a la reunión introductoria de Google Science Fair 2011, donde fue orador invitado.
El libro de Kamkwamba, El niño que domó el viento, fue seleccionado como el título de "1 libro, 1 comunidad" de 2013 para el sistema de bibliotecas públicas del condado de Loudoun, Virginia. "1 book 1 community es un programa de lectura en todo el condado que promueve el diálogo y la comprensión de la comunidad a través de la experiencia compartida de leer y discutir el mismo libro". Se compraron copias del libro de la A.V. Symington e Irwin Uran Gift Funds.
Kamkwamba es el tema de la película documental William and the Windmill, que ganó el Premio del Gran Jurado a la Mejor Película Documental en el festival de cine South By Southwest 2013 en Austin, Texas.
En 2013, la revista .,>TIME<,. nombró a Kamkwamba como una de las "30 personas menores de 30 años que cambiaron el mundo".
En 2010, The Boy Who Harnessed the Wind fue seleccionado como libro de uso común de la Universidad de Florida, requerido para que todos los estudiantes entrantes lo lean. En 2014, también fue seleccionado por la Universidad de Auburn y en la Facultad de Ingeniería de la Universidad de Míchigan. William hizo una aparición en cada universidad para hablar sobre su libro y su vida.
En 2014, Kamkwamba recibió su licenciatura en el Dartmouth College en Hanover, Nuevo Hampshire, donde era estudiante y fue elegido para la Sphinx Senior Honor Society.
En 2019, basada en su vida, se rodó  El niño que domó el viento (en inglés: The Boy Who Harnessed the Wind)  dirigida por Chiwetel Ejiofor y con Maxwell Simba en el papel de Willian Kamkwamba.